# 게오르기 지키야
게오르기 타마조비치 지키야(러시아어: Гео́ргий Тама́зович Джи́кия, 1993년 11월 21일~)는 러시아의 축구  선수로 포지션은 수비수이다. 현재 러시아 프리미어리그의 팀인 FC 스파르타크 모스크바 소속으로 활동하고 있다.
국제 경기에서는 러시아 축구 국가대표팀의 일원으로 뛰었으며 2017년 FIFA 컨페더레이션스컵과 UEFA 유로 2020에 러시아 대표팀 선수로 참가했다.

## 국가대표팀 경력
러시아 축구 국가대표팀 선수로 활동하고 있으며 2017년 6월 5일 헝가리와의 친선 경기를 통해 A매치에 처음 출전했다.